# Kenyu Sugimoto
Kenyu Sugimoto (杉本 健勇, Sugimoto Kenyu) est un footballeur japonais né le 18 novembre 1992. Il est attaquant.